# Мишагино
Мишагино — деревня в Великолукском районе Псковской области России. Входит в состав сельского поселения «Пореченская волость».
Расположена в центре района, на северном берегу озера Сокото (восточнее озера Некро), в 12 км к юго-востоку от волостного центра Купуй и в 32 км к югу от райцентра Великие Луки.
До 10 декабря 2014 года входила в состав «Купуйской волости», а после её упразднения — Пореченской.

## Население
| 2001 | 2002 | 2010 |
| ---- | ---- | ---- |
| 25   | ↗30  | ↘21  |